# Harry Catterick
Harry Catterick, né le 26 novembre 1919 à Darlington (Angleterre) et mort le 9 mars 1985 à Liverpool (Angleterre), est un footballeur anglais évoluant au poste d'avant centre du milieu des années 1940 au début des années 1950. Il évolue au Everton FC et au Crewe Alexandra.
Devenu entraîneur, il dirige Crewe Alexandra, Rochdale AFC, Sheffield Wednesday avant de revenir au Everton FC. À la tête du club pendant douze ans, Il remporte avec lui deux championnats et une Coupe d'ANgleterre. Il termine sa carrière d'entraîneur au  Preston North End.

## Carrière de joueur
- 1946-1951 : Everton
- 1951-1953 : Crewe Alexandra

## Carrière d'entraineur
- 1951-1953 : Crewe Alexandra
- 1953-1958 : Rochdale
- 1958-1961 : Sheffield Wednesday
- 1961-1973 : Everton
- 1973-1977 : Preston North End

### Avec Everton
- Vainqueur du Championnat d'Angleterre de football en 1963 et 1970.
- Vainqueur de la Coupe d'Angleterre de football en 1966.
- Vainqueur du Charity Shield en 1963 et 1970.